# Vapt Vupt

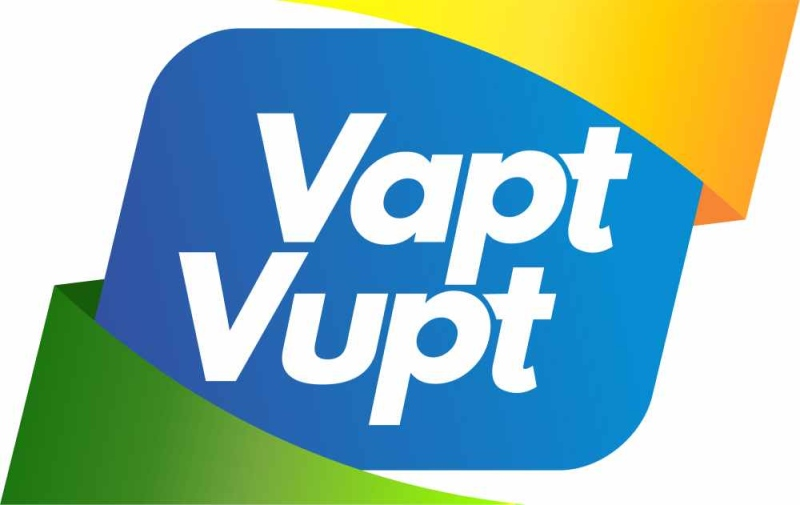
Logo do Vapt Vupt

O Vapt Vupt - Serviço Integrado de Atendimento ao Cidadão, conhecida apenas como Vapt Vupt, é um órgão público do governo estadual de Goiás inaugurada em 17 de outubro de 1999, com parceria dos municípios onde são encontradas suas unidades.
O Vapt Vupt fornece diversas áreas de atendimento, como Detran, Tribunal Regional Eleitoral, Passaporte, Receita Federal, Passe-Escolar e entre outros. Porém cada atendimento é respectivo de sua origem, como atendimento de energia e saneamento (Fornecidos pela CELG e Saneago respectivamente).
As unidades do Vapt Vupt podem ser encontradas dentro do estado de Goiás, mas sua maioria são centralizadas na região metropolitana de Goiânia. São encontradas em locais públicos ou mesmo em shopping centers, inclusive dentro de camelódromos situados na capital de Goiás.

## História
Em 17 de outubro de 1999, foi inaugurada a primeira unidade do Vapt Vupt, no centro comercial Buriti Shopping, em Aparecida de Goiânia, pelo Governo de Goiás, para facilitar o atendimento em diversos setores, unificando todos serviços em um único ambiente, principalmente relacionado ao governo federal, estadual e municipal, como por exemplo o cadastramento do RG, cadastramento do Passe-Escolar dos estudantes da rede estadual e também a emissão de IPTU.

No ano de 2011 foi editada a lei estadual nº 17.475 para disciplinar o atendimento gerido dentro do Vapt Vupt. Porém, ainda hoje, muitos usuários do serviço reclamam de falta de atendimento, e longas filas para receber o atendimento adequado.